# Ямаки, Митихиро
Митихиро Ямаки (яп. 山木道広, 1933—2012) — японский инженер-оптик, основатель и бессменный руководитель компании «Сигма». Включён в Залы славы «Photo Marketing Association» и Международного фотографического совета (англ. International Photographic Council).

## Биография
Митихиро Ямаки родился в 1933 году, в 1957 году окончил университет. В сентябре 1961 года создал предприятие для производства и продажи собственного изобретения — телеконвертера, располагающегося между объективом и фотоаппаратом. В марте 1968 года предприятие было преобразовано в компанию «Сигма», основной продукцией которой с того времени являются сменные объективы для фотоаппаратов.
Был директором Фотографического совета Японии. В течение 16 лет являлся президентом Японской ассоциации фотопроизводителей, 23 года руководил Японской ассоциацией оптомехатроники, 12 лет выполнял функции советника при Японском центре технического дизайна. На протяжении более трёх десятков лет был членом Ротари-клуба Токио-Комаэ, в 1989 году выполняя функции президента.
Сын Кадзуто Ямаки (р. 1968) работает в компании «Сигма» с 1993 года, после смерти отца возглавил компанию.
Митихиро Ямаки скончался 18 января 2012 года от рака печени.

## Признание
В 1989 году получил награду Photo Industry Award от британского журнала «Amateur Photographer». Год спустя выбран почётным председателем Японской ассоциации фотопроизводителей. В 1994 году включён в Зал славы ассоциации «Photo Marketing Association».
В 1998 году удостоился награды Leadership Award от Международного фотографического совета, а в 2008 году включён в его Зал славы.
Ассоциация «PMDA» (англ. Photoimaging Manufacturers and Distributors Association) выбрала Митихиро Ямаки «Персоной года» в 2007 году, а в 2013 году удостоила награды Lifetime Achievement award за вклад в фотоиндустрию.
В 2011 году был награждён Золотой булавкой Photokina, вручаемой организаторами международной выставки в Кёльне.